# 瘋狂店員
《瘋狂店員》（英語：Clerks）是一部1994年上映的美國黑白黑色幽默喜劇片，由凱文·史密斯執導、監製、編劇和剪輯，這也是他的電影處女作。
該片由布萊恩·歐哈隆所飾演的但丁·希克斯與傑夫·安德森飾演的藍道·葛雷夫斯擔任主演。故事敘述了兩名店員和朋友們的一天，並完全以黑白拍攝；電影的故事是由九個段落組成，如同但丁·阿利吉耶里的《神曲》中有著九層地獄，這也是電影主角但丁的名字由來。
《瘋狂店員》為凱文·史密斯的View Askew宇宙的第一部電影。該片以2萬7575美元的成本主要在紐澤西州拍攝，這也是史密斯的家鄉。《瘋狂店員》於1994年10月19日在美國上映後，共獲得了320萬美元的票房和正面評價；本片為史密斯的成名作，後來《瘋狂店員》更成為了一部邪典電影。
續集《瘋狂店員2》於2006年上映。

## 劇情
但丁·希克斯，22歲，美國紐澤西州一個社區便利商店的店員，在他休假的某一天，他的老闆打來要他替生病的另一個店員代班幾個小時，而隔壁的錄影帶出租店店員藍道·葛雷夫斯是但丁的好友，他時常會上班時來找他聊天打屁；在面對無趣的人生、雜亂難解的人際關係，以及古怪的客人，但丁感到心煩不已，加上我行我素的藍道，讓他當天過得格外瘋狂...。

## 演員
- 布萊恩·歐哈隆 飾 但丁·希克斯（英语：List of View Askewniverse characters）（Dante Hicks）
- 傑夫·安德森 飾 藍道·葛雷夫斯（英语：List of View Askewniverse characters）（Randal Graves）
- 瑪莉蓮·吉格洛爾蒂（英语：Marilyn Ghigliotti） 飾 薇羅妮卡·洛克倫（Veronica Loughran）
- 麗莎·史布諾爾（英语：Lisa Spoonhauer） 飾 凱特琳·布雷（Caitlin Bree）
- 傑森·繆斯 飾 傑（Jay）
- 凱文·史密斯 飾 沉默鮑勃（Silent Bob）
- 史考特·摩西爾（英语：Scott Mosier） 飾 白癡男威廉（Willam the Idiot Manchild）／加入曲棍球遊戲的憤怒客人／憤怒的送葬者
- 裘伊·羅倫·亞當斯 飾 艾莉莎·瓊斯（Alyssa Jones，配音[註 1]）

## 製作
《瘋狂店員》全片以黑白畫面拍攝，並以2萬7575美元的低預算來製作。為了獲得資金，導演凱文·史密斯1993年賣掉了自己收藏的一大部分漫畫書，又刷爆了八到十張2000美元額度的信用卡，再從自己的大學拿回了一部分的學費（為此他並無從大學畢業）；之後，他和朋友傑森·繆斯又因在洪水中失去的汽車而獲得了保險金。本片共花了二十一天拍攝（並含有兩個拾起天數）。史密斯設計了但丁·希克斯一角，而藍道·葛雷夫斯則由布萊恩·強森所創作，這兩角色還會陸續出現在史密斯的電影中。
The Quick Stop便利商店（位於紐澤西州的李奧納多58 N.羅納德大道）是電影的主要拍攝場景之一。他只被允許在晚上的休息時間在店裡拍攝（從晚上10:30至凌晨5:30），為此劇情中設計是因為掛鎖遭到口香糖破壞，而使得當中的窗門都是緊閉的。因為史密斯得在白天快速地完成工作，晚上才來拍攝電影，所以他每天睡不超過一個小時。在二十一天的拍攝結束後，史密斯幾乎無法保持清醒。
《瘋狂店員》儘管片中並無明顯的暴力或裸露鏡頭，卻因為露骨的對話內容被美國電影協會（MPAA）評為NC-17級，而這將嚴重影響票房收入，因為在美國戲院很少有NC-17級的電影上院線。米拉麥克斯聘請民權律師艾倫·德肖維茨提出上訴，使得美國電影協會決定重新將電影改評作R級。

## 音樂
該配樂在美國發行於1994年10月11日，是由各種新舊歌曲組成的，為此電影沒有一名明確的作曲家。

## 失落的場景
茱莉·德威爾的事件因為製作場景的成本過高而未拍攝。在十週年紀念的《Clerks X》DVD中，該段落是以類似《瘋狂店員：動畫系列》的色彩畫風來呈現。此外，該「失落的場景」還以漫畫的形式呈現。

## 原始結局
這部電影最初的結局意味著「我向你保證我們是開放的」。在藍道將但丁在店外的標誌都給他後離開，但丁繼續在櫃檯算帳，而未注意到另一個人進入商店。當但丁察覺時，該客人一槍殺死了但丁，並將收銀機裡的所有錢拿走。最後電影是以但丁死去的樣貌作結。在片尾，一名客人（由剃掉鬍子的史密斯飾演）走進店裡，他看店裡沒人且未察覺但丁死在櫃台後方，並偷了一些香煙。
這段悲劇式的結尾在被史密斯的導師鮑勃·霍克和約翰·皮爾森在獨立電影市場的首次審查後被刪除。皮爾森建議要史密斯刪除但丁的死亡來為電影作結。粉絲們分析但丁的死亡可能是致敬《帝國大反擊》，因為但丁曾在電影中討論過《星際大戰》。電影的這段刪除片段也意味著兇手永遠不會被抓到，而藍道則早已離開一段時間。史密斯說，這是因為他「不知道如何結束一部電影」。這兩個版本結局收錄於十週年紀念的《Clerks X》DVD中。史密斯曾表示，如果他保持原來的結局，那很可能就沒有接下來的View Askew宇宙。

## 反響

### 評價
《瘋狂店員》獲得了普遍好評，並成為了一部邪典電影。爛番茄根據49篇專業影評，新鮮度88%，平均得分7.4／10。影評人羅傑·伊伯特給了電影三顆星（滿分四顆星），他稱讚電影有趣的是「完全真實」描述了中產階級生活的一整天，並認為電影古怪但有時精闢的對話和自然的喜劇感是史密斯的偉大發明。彼得·崔佛斯給了滿分四星，他稱讚了演員的傑出表現和史密斯的聰明方向。

### 票房
電影僅以2萬7575美元的成本，在美國戲院獲得了超過320萬美元的成功票房。

## 備註
1. ↑  僅出現在「失落的場景」中的動畫人物。

## 外部連結
- 官方网站
- 互联网电影数据库（IMDb）上《瘋狂店員》的资料（英文）
- Box Office Mojo上《瘋狂店員》的資料（英文）
- 豆瓣电影上《瘋狂店員》的資料 （简体中文）
- 爛番茄上《瘋狂店員》的資料（英文）
- Metacritic上《瘋狂店員》的資料（英文）